# Owensboro
Owensboro är en stad och administrativ huvudort (county seat) i Daviess County och är den tredje största staden i delstaten Kentucky, USA. Staden har 60 183 invånare (2020), på en yta av 52,88 km².
Staden har fått sitt namn efter överste Abraham Owen. Staden fick 1817 namnet Owensborough, men namnet avkortades 1893 till Owensboro.

## Kända personer
- Johnny Depp
- Wendell Ford
- Nicky Hayden
- Darrell Waltrip
- Michael Waltrip